# Yavne
Yavne (en hebreu: יבנה‎) és una ciutat del Districte Central d'Israel. Segons l'Oficina Central d'Estadístiques d'Israel (OCEI), el 2015, la ciutat tenia una població de 42.314 habitants. En els seves rodalies, es troben les ruïnes de l'antiga població de Iamnia.

## Demografia
Segons l'Oficina Central d'Estadístiques d'Israel (OCEI), el 2001, la població per gènere era de 15.800 homes i 16.000 dones. La taxa de creixement de la població el 2001 va ser de 0,5%. 103 nous residents es van traslladar a Yavne en aquest any.

### Ingressos
El 2000 hi havia 10.910 treballadors assalariats i 966 treballadors autònoms. El salari mig mensual per un treballador assalariat era de 5.699 nous xéquels. Els homes assalariats tenien un salari mig mensual de 7.430 nous xéquels, en comparació amb els 4.042 xéquels per a les dones. La renda mitjana dels treballadors autònoms va ser 7.631 nous xéquels. 640 ciutadans van rebre prestacions de desocupació, i 2.396 van rebre una garantia d'ingressos.

### Educació
D'acord amb les xifres de l'OCEI, el 2001 hi havia 20 escoles i 7.445 estudiants a Yavne (11 escoles primàries amb 4.037 alumnes i 9 escoles secundàries amb 3.408 estudiants). El 59,6% dels estudiants de 12è nivell van ser diplomats en batxillerat durant aquest any.

## Economia
Les principals empreses amb seu a Yavne són: Indústries Ormat, Sistemes de Defensa Aeronàutica, Avisar i Orbotech .

## Esports
El Macabi de Yavne és principal club de futbol de la ciutat. Durant la dècada de 1980, el club va jugar en la Primera Divisió i el 1985 va guanyar la Copa Toto. Actualment juga en la Lliga Leumit de futbol. L'equip de bàsquet Elitzur Yavne juga en la Lliga Leumit de bàsquet des de 2007.